# Vigone
Vigone – miejscowość i gmina we Włoszech, w regionie Piemont, w prowincji Turyn.
Według danych na rok 2004 gminę zamieszkiwało 5049 osób, 123,1 os./km².
Urodził tu się biskup Meru Lorenzo Bessone IMC.